# Долино-Каменка
Долино-Каменка (укр. Долино-Кам'янка) — село в Субботцевской сельской общине Кропивницкого района Кировоградской области Украины.
До 2020 года входило в Знаменский район
Население по переписи 2001 года составляло 145 человек. Почтовый индекс — 27442. Телефонный код — 5233. Занимает площадь 1,678 км². Код КОАТУУ — 3522287402.

## Известные уроженцы
- Николаев, Валентин Владимирович — советский борец классического стиля, олимпийский чемпион, Заслуженный мастер спорта СССР.